# Jessica Capshaw
Jessica Capshaw (Columbia, Missouri, 9 d'agost de 1976) és una actriu estatunidenca de cinema i televisió, filla de la també actriu Kate Capshaw i fillastra de Steven Spielberg, coneguda principalment pel seu paper de Dra. Arizona Robbins a la sèrie Grey's Anatomy. La seva filmografia principal inclou títols com The Locusts (1997), The Love Letter (1999), Valentine (2001), Minority Report (2002), View from the Top (2003) i The Groomsmen (2006). A la televisió ha treballat en sèries com ER (1999), The Practice (2002), Bones (2006), The L Word (2007) i Grey's Anatomy (2009-present), entre d'altres.

## Biografia
“No recordo tenir 19 anys i que algú em donés una clau d'or i em digués  Benvinguda a Hollywood, quin treball li agradaria?” ella va dir “Sempre vaig haver de treballar fort pel que vaig tenir i per quedar-me on estava”. Després de tenir diversos papers en pel·lícules i aparèixer com convidada en diversos xous, Capshaw va obtenir el seu primer paper a la TV en Llarga és la nit. El xou va durar una sola temporada però li va donar un començament a la seva carrera. Després va protagonitzar papers en pel·lícules com Minority Report (2002) juntament amb Tom Cruise i sèries com The Practice amb el paper de Jamie Stinger o Bones (2005) com Rebecca. El seu rol en aquesta sèrie va durar de 2002 a 2004. Capshaw va seguir amb diversos papers en pel·lícules i sèries, incloent el paper en la sèrie The L Word fent de parella de Jennifer Beals.

## Grey's Anatomy
El 2009, Jessica va aconseguir una bona meta: un paper en el seu xou de televisió favorit, Grey's Anatomy.
Ella havia fet un càsting per al xou anteriorment (2007), quan havia donat a llum recentment al seu primer fill, pel paper de Rose, la infermera, però no ho havia aconseguit. Va tenir millor sort anys posteriors quan li van assignar el paper de la Doctora Arizona Robbins, la nova cirurgiana pediàtrica de l'hospital. Va coincidir amb Katherine Heigl a Valentine (2001) i amb Chyler Leigh a The Practice abans de compartir pantalla amb ambdues en el drama mèdic.

## Vida Personal
És filla de Robert i Kate Capshaw. A més, és fillastra de Steven Spielberg. Va néixer a Columbia, Missouri, on els seus pares residien. Kate i Bob es van divorciar quan ella tenia 3 anys, durant aquest temps, Jessica es va mudar juntament amb la seva mare a Los Angeles, on Kate va començar el seu nou camí en l'actuació. Es va criar tota la seva infància enmig dels sets de les pel·lícules en les quals la seva mare era protagonista. Kate es va casar amb Steven Spielberg quan Jessica tenia 15 anys (1991). A més de tenir tres pares, ella és un dels 10 fills biològics i adoptats d'ells. Entre ells es troben els seus tres mig germanes Sasha Spielberg, Mikaela Spielberg i Destry Spielberg i els seus tres mig germans Theo Spielberg, Sawyer Spielberg i Max Spielberg. Jessica es va graduar a la universitat de Brown el 1998. Després va anar a classes d'actuació en la ‘Royal Academy of Dramatic Arts' a Londres. Des d'aquí, va aconseguir el seu primer paper en l'actuació en televisió en Odd man Out (1999)
Es va casar el 2004 amb Christopher Gavigan, que és un empresari i cofundador juntament amb Jessica Alba de “The Honest Company”.
La parella van tenir el seu primer fill el 8 de setembre de 2007, Luke Hudson Gavigan. Va ser el seu fill qui als dos anys, va descobrir
que la seva mare estava embarassada “El va assenyalar la meva panxa i va dir ‘mami, mira la teva panxeta’ I jo deia ‘Que significa això? Estic grassa?' Capshaw va dir “Va resultar que estava (embarassada)”. L'agost del 2010, van concebre la seva segona filla Eve Augusta Gavigan, seguida el 2012 per la tercer filla de la parella, Poppy James Gavigan. El dia 2 de maig de 2016 Jessica Capshaw va donar a llum a la seva quarta filla, Josephine Kate Gavigan.
La seva millor amiga és Sasha Alexander, que protagonitza la sèrie Rizzoli and Isles. Ambdues són padrines dels fills de l'altra.

## Filmografia
- One Angry Juror (2010) → Sarah Walsh, l'advocada
- Grey's Anatomy (2009 - actualitat): Dra. Arizona Robbins
- Head Case
- Blind Trust (2007) → Cassie Stewart
- The L Word → Nadia Karella
- Bones → Rebecca Stinson
- The Groomsmen (2006) → Jen
- Thick and Thin (2006) → Mary
- Into the West (2005, minisèrie) → Rachel Wheeler
- The Practice → Jamie Stringer
- View from the Top (2003) (sense acreditar)
- Romeo Fire (2002, TV)
- Minority Report (2002) → Evanna
- The Mesmerist (2002) → Daisy
- Valentine (2001) → Dorothy Wheeler
- The Back Page (2001, TV)
- Killing Cinderella (2000) → Beth
- Big Time (2000) → Claire
- Odd Man Out (1 episodi, 1999) → Jordan
- The Love Letter (1999) → Kelly
- ER (1 episodi, 1999) → Sally McKenna
- Denial (1998) → Marcia
- Something about sex (1998)
- The Locusts (1997) → Patsy
- La llista de Schindler (Schindler's List) (1993) → Intern